# Oulches
Oulches is een gemeente in het Franse departement Indre (regio Centre-Val de Loire) en telt 408 inwoners (2005). De plaats maakt deel uit van het arrondissement Le Blanc.

## Geografie
De oppervlakte van Oulches bedraagt 44,0 km², de bevolkingsdichtheid is 9,3 inwoners per km².
De onderstaande kaart toont de ligging van Oulches met de belangrijkste infrastructuur en aangrenzende gemeenten.

## Demografie
Onderstaande figuur toont het verloop van het inwonertal (bron: INSEE-tellingen).